# Назви каталанської мови
Катала́нська (катало́нська) мо́ва (кат. català; вимовляється [kətə'ła] або [kata'ła]) — мова Західного Середземномор'я, належить до романської групи індоєвропейської мовної родини.
У період з 1979 р. до 2007 р. каталанська мова отримала певний офіційний статус на всіх адміністративних територіях, які є частиною каталанських країн, окрім Ал-Карші та Західної смуги. В Автономній області Каталонія вона є однією з трьох офіційних мов та єдиною «власною (або історичною) мовою» з 1979 р. 
Починаючи з XIII ст. каталанська мова називалася по різному на різних територіях. Наразі найпоширенішими є три назви: каталанська (або каталонська), валенсійська (лише в Автономній області Валенсія в Іспанії) та каталанська-валенсійська-балеарська (найчастіше в академічному вжитку).

## Назви каталанської мови в українській традиції
Головна стаття: Каталанська мова.
В українській мові паралельно вживаються дві назви на позначення мови — катала́нська та катало́нська.
Викладачі-практики (зокрема відомий український лінгвіст-романіст Костянтин Тищенко) частіше називають цю мову каталанською (пр., «Підручник каталанської мови»). В Україні ця мова викладається на кафедрі іспанської та італійської філології Інституту філології КНУ ім. Т. Шевченка у м. Києві саме як каталанська мова .
В українській мові вживається і назва «каталонська мова», зокрема у Кодах представлення назв мов фіксується лише такий варіант назви. У Великому тлумачному словнику української мови фіксуються обидва прикметники, однак про мову написано у статті «каталонський»[недоступне посилання з червня 2019]. Орфографічний словник української мови фіксує лише слово «каталонський».
У російській мові чіткіше, ніж в українській, фіксується різниця між вживанням слів «каталанский» (щодо мови) та «каталонский» (щодо належності до території, народу). 
У польській мові на позначення як мови, так і належності до Каталонії та каталонців, вживається лише прикметник «kataloński». 
Іншими слов'янськими мовами назва каталанської мови перекладається таким чином (як зі звуком [a], так і [o]) : білоруською «каталянская / каталёнская мова», сербохорватською «katalonski jezik / каталонски језик», чеською «katalánština», словацькою «katalánčina», словенською «katalonščina / katalonski jezik», болгарською «каталонският език». 
У неслов'янських мовах назва каталанської мови  найчастіше передається зі звуком [a] (ближче до оригіналу): фр. le catalan, la langue catalane, англ. Catalan language, ісп. idioma catalán. Єдина мова, де у назві з'являється звук [u], - мова есперанто : «kataluna lingvo / la kataluna».
Слід зазначити також, що окрім назв каталанська / каталонська мова, існують й інші, менш поширені сучасні назви для цієї мови. Статутом Автономної області Валенсія закріплено назву «валенсійська мова», в інших регіонах поширення каталанської мови її зараз називають лише «каталанською» (на Балеарських островах у неофіційному вжитку також є назви «мальоркська» та рідше «балеарська мова»). У працях з лінгвістики іноді цю мову називають «каталанською-валенсійською-балеарською», у кін. XX ст. було запропоновано також дві штучні назви — бакаве́с / бакабе́с та кава́ба / каба́ба (або каваба́нська / кабаба́нська мова), де -ка- означає «Каталонія», -ва- / -ве- або -ба- / -бе- — «Валенсія» і -ба- — «Балеарські о-ви». Три літери «а» у назві «каваба» означають «Арагон» (тобто Західну смугу), «Алґе» та «Ал-Каршу».

## Історичні назви каталанської мови
Див. також Валенсійська мова.
Від часів проповідей з Урґаньї, каталанська мова називалася по-різному. Оскільки, як і інші неолатинські мови, каталанська мова походить з народної латини, її вважали народним, простим варіантом латинської мови, що пояснює першу зафіксову офіційну назву каталанської мови на поч. XIII ст. — vulgar, тобто «народна», «проста» мова.
В Арагонському королівстві, куди входила територія сучасних Південної та Північної Каталонії, каталанською цю мову почали називати з 1290 р. — там ця назва є основною до сьогодні.
На інших каталаномовних територіях традиція називати мову «каталанською» перервалася у XV-XVI ст., натомість вживалися назви, похідні від найменувань відповідних королівств — «валенсійська» (від 1395 р.) та «мальоркська» (від 1409 р.). У Валенсії та на Балеарських о-вах знову почали вживати назву «каталанська мова» у кін. XIX ст.
Статутом автономної області Валенсія закріплено назву «валенсійська мова», в інших регіонах поширення каталанської мови її зараз називають лише «каталанською». У працях з лінгвістики іноді цю мову називають «каталанською-валенсійською-балеарською», у кін. XX ст. було запропоновано також дві штучні назви - бакаве́с / бакабе́с та кава́ба / каба́ба (або каваба́нська / кабаба́нська мова), де -ка- означає «Каталонія», -ва- / -ве- або -ба- / -бе-  - «Валенсія» і -ба- - «Балеарські о-ви». Три літери «а» у назві «каваба» означають «Арагон» (тобто Західну смугу), «Алґе» та «Ал-Каршу». 